# 民族恐怖主義
民族恐怖主義是指因民族冲突而進行的恐怖主義活動及內戰行為。
民族恐怖主义可以由團體主導，例如三K黨、光头党和新納粹等，具體行為包括恐嚇壓迫、剝奪公民權等。
实际上，民族恐怖主义则更通常与政治的血腥暴力联系起来，由一個執政黨及其领导的獨裁政府对其境内的少数族群开展实施的镇压或種族屠殺，例如：納粹德國在歐洲領導的猶太人大屠殺、沙皇俄国对犹太人的屠杀、鄂圖曼土耳其帝國的亞美尼亞大屠殺、印度尼西亚苏哈托軍政府（對印度尼西亚華人及共產黨）、緬甸軍政府、泰國軍政府、中國國民黨及中華民國政府（針對本省人及臺灣原住民）、中國共產黨及中華人民共和國政府（針對新疆維吾爾族及西藏藏族，及其他少數民族）、印度（1980年代針等錫克教徒及信奉該教的族裔）以及1994年的盧旺達胡图族政權。
爱尔兰共和军（IRA）是一个北爱尔兰民族主义武装组织，成立于20世纪初，目的是将北爱尔兰从英国分离并与爱尔兰统一。在1960年代到1990年代的“北爱尔兰问题”中，IRA通过爆炸和暗杀等方式展开暴力活动，以抗议英国在北爱尔兰的统治。1998年的《贝尔法斯特协议》后，IRA逐渐结束了武装行动。
巴斯克祖国与自由组织，简称埃塔（ETA），是西班牙的巴斯克分离主义武装组织，成立于1959年，致力于巴斯克地区的独立。ETA在西班牙和法国进行过数百次袭击，针对政府官员、警察和平民。经过多年的暴力冲突和西班牙政府的打击，ETA在2011年宣布永久停火，并在2018年正式解散。
泰米尔伊拉姆猛虎解放组织（LTTE）是斯里兰卡的泰米尔分离主义组织，成立于1976年，寻求在斯里兰卡北部和东部建立独立的泰米尔国。LTTE因其激进的战术（包括自杀式袭击和儿童士兵的使用）而臭名昭著。经过长达二十多年的冲突，斯里兰卡政府在2009年最终打败了LTTE，该组织被解散。